# Östra Sallerups landskommun
Östra Sallerups landskommun var en tidigare kommun i dåvarande Malmöhus län.

## Administrativ historik
Kommunen bildades i Östra Sallerups socken i Frosta härad i Skåne när 1862 års kommunalförordningar trädde i kraft. 
Vid kommunreformen 1952 uppgick kommunen i Långaröds landskommun som uppgick 1969 i Hörby köping som 1971 ombildades till Hörby kommun.

## Politik

### Mandatfördelning i Östra Sallerups landskommun 1938-1946
| 2 | 7 | 11 |

| 20 |

| 2 | 7 | 11 |

| 20 |

| 1 | 7 | 12 |

| 19 |